# Barwnobestia ozdobna
Barwnobestia ozdobna, ptasznik zdobiony (Poecilotheria ornata) – gatunek nadrzewnego ptasznika, występujący w rejonach górskich Sri Lanki.

## Morfologia
Od spodu na kończynach pająka są widoczne żółte ornamenty, a z góry przeważają kolory od czarnego do szarego, na odwłoku jest widoczny ornament w kształcie zygzaku z białymi konturami. Pająk ten dorasta do 6–8 cm ciała i do 25 cm z odnóżami, uznany jest za największego przedstawiciela rodzaju Poecilotheria. Dymorfizm płciowy zaczyna być widoczny około 6–7 wylinki.

## Tryb życia
Jest bardzo szybkim i dobrze skaczącym pająkiem zdolnym nawet do lotu ślizgowego (zresztą jak większość nadrzewnych ptaszników). Pająk, choć nie wyczesuje włosków parzących, to dysponuje bardzo silnym jadem i jest agresywny. Z kokonu, który składa samica wylęga się od 80 do 160 nimf. Jego pokarm jest bardzo zróżnicowany zaczynając od świerszczy i innych owadów przechodząc przez różnego typu małe gady, płazy, kończąc na małych ptakach i ssakach takich jak myszy. Jest to ptasznik absolutnie nie polecany dla początkujących hodowców. Uchodzi za jednego z najbardziej jadowitych gatunków swojej rodziny.